# Centro de Estudios Latinoamericanos
El CELA (acrónimo del Centro de Estudios Latinoamericanos) es una división de la Facultad de Ciencias Políticas y Sociales de la Universidad Nacional Autónoma de México encargada de la docencia y de la investigación en ciencias sociales en el área latinoamericana. Fue fundado, en 1960, por Pablo González Casanova. 
Su actual director es Rosa María Larroa. Edita la revista especializada Estudios Latinoamericanos y tiene un Seminario Permanente. A lo largo de su trayectoria ha contado con miembros de la talla de Clodomiro Almeyda, Sergio Bagú, Agustín Cueva, Ricardo Fenner, Ruy Mauro Marini, Rafael Menjívar Larín, Carlos Morales, Eduardo Ruiz Contardo, Mario Salazar, Gregorio Selser, Enrique Valencia, o René Zavaleta.

## Historia

### Comienzos
El CELA fue producto de una época. Confluyeron en su fundación, sobre todo, dos elementos: en el ámbito ideológico, el proceso de (re) construcción nacional iniciado por la Revolución mexicana. En el institucional, el expansivo (re) diseño del Estado emprendido por el general Lázaro Cárdenas y mantenido por sus sucesores, especialmente, en los ámbitos cultural y educativo.
Cuando en 1960 Pablo González Casanova apostó por el CELA las condiciones básicas estaban dadas: existía predisposición política en una Universidad (la UNAM) de profundas raíces y convicción latinoamericanista (avivada, por cierto, por la entonces reciente Revolución Cubana) y lo más importante, había disponibilidad presupuestaria para un proyecto que en aquel contexto muy bien pudo ser considerado estratégico.Pese a todo, hubo que enfrentar ciertas adversidades: entre 1963 y 1965, el CELA prácticamente dejó de existir.
El planteamiento de partida fue generar un espacio que, a partir de un principio metodológico de interdisciplinariedad, formara especialistas capaces de analizar los problemas políticos y socioeconómicos de América Latina desde una perspectiva contrapuesta al etnocentrismo. En los primeros años, el sesgo estructuralista en lo metodológico y latinoamericanista en lo ideológico, resultó evidente.

### Consolidación
Durante la década siguiente el centro se consolidó académicamente (la creación, en 1973, del posgrado de Estudios Latinoamericanos constituyó todo un hito). Un elemento clave para explicar dicha dinámica fueron las guerras civiles y las dictaduras militares que comenzaron a proliferar por aquellos años en gran parte de América Latina. Como consecuencia de las mismas arribaron al CELA (huyendo de persecuciones en sus países de origen) intelectuales de la talla de Sergio Bagú, Agustín Cueva, Gregorio Selser o René Zavaleta, entre otros. Todo ello contribuyó a la consolidación de una influencia marxista que enriqueció los planteamientos docentes y analíticos del centro.
A la semilla, no obstante, se le dificultó el crecimiento: en 1983 estalló en México la crisis de la deuda externa. Trajo consigo restricciones presupuestarias que comprometieron las condiciones de trabajo pero, sobre todo, las posibilidades de expansión institucional y relevo generacional. La irrupción (a partir de 1988, con Carlos Salinas de Gortari) del neoliberalismo político supuso una complicación añadida: la proyección del CELA se vio, de hecho, bruscamente frenada.
Muchos de los profesores e investigadores exiliados no pudieron ser retenidos cuando, en el contexto de la transición a la democracia en sus países de origen, fueron invitados a regresar. El elemento positivo de dicha diáspora fue que sirvió para consolidar una red de pensamiento latinoamericano con tentáculos en muchos de los países más importantes de la región. Dicha red ejerció un papel -informal- muy importante en la consolidación (a partir de la década de los 1990) de orientaciones muy críticas con el neoliberalismo en el seno de instituciones latinoamericanistas del prestigio de ALAS o CLACSO.

### Relanzamiento
Internamente, entre 1995 y 1998, el Centro participó activamente en las discusiones sobre los planes de estudio que dieron origen al actual Programa de Posgrado en Estudios Latinoamericanos de la UNAM, coordinado por cinco diferentes entidades académicas de la Universidad, entre las que se encuentra el propio CELA. 
Otro elemento a destacar es la financiación de la que se dispuso, también durante este periodo, por parte de la Unión Europea (Programa Alfa) para trabajar en un proyecto de investigación coordinado con la Universidad Complutense de Madrid.
Por cuanto respecta a la década del 2000 la elección, en 1999, del latinoamericanista Juan Ramón de la Fuente como nuevo rector de la UNAM volvió a aclarar el panorama del centro. Una de sus primeras decisiones consistió en establecer un Centro Coordinador y Difusor de Estudios Latinoamericanos que diera nuevos bríos (y sobre todo, mayor eficiencia) a estos estudios de área en la Universidad más grande de México y de América Latina.
En 2010, el Centro, celebró su quincuagésimo aniversario. Actualmente, sus perspectivas son ilusionantes.

## Actividades

### Investigación

#### Áreas
Las actividades de investigación del CELA se distribuyen en tres áreas en las que participan tanto los investigadores adscritos al Centro, como investigadores de otras Universidades y centros o institutos de investigación nacionales y extranjeros. Las susodichas áreas son:
- Área 1: América Latina y el Caribe ante la reestructuración económica y política mundial. 
- Área 2: Estado y procesos sociopolíticos en América Latina y el Caribe. 
- Área 3: Creación y procesos culturales en América Latina y el Caribe.

#### Orientación
Las líneas de investigación que se desarrollan en las tres áreas citadas son: 
- democratización
- ecología política
- estudios de género
- globalización e integración
- gobernabilidad
- migración
- movimientos sociales
- políticas públicas
- reestructuración económica
- sistema político
- sociología política
- sociología de la crisis
- sociología económica
- sociología de la cultura
- sociología e historia de América Latina y el Caribe

### Extensión
Cada semestre académico el CELA suele proponer a la comunidad, académica y no académica, una amplia agenda de

#### Actividades puntuales
Suele tratarse de (conferencias, disertaciones, coloquios, mesas redondas, etc.) que tienen por objeto a la América Latina contemporánea y pueden ser organizadas, bien por el propio centro, bien a propuesta de alguno de sus miembros. 

#### Actividades sistemáticas
Destacan, fundamentalmente, tres tipos de actividades:
- La Revista de Estudios Latinoamericanos es una publicación semestral que aborda -a partir de textos inéditos- la realidad sociopolítica, económica y cultural de la región. Comenzó a editarse en 1986 constituyendo, desde sus inicios, un vehículo de difusión de las investigaciones realizadas en el Centro, así como un canal de comunicación interno y externo. La revista ha logrado establecer una comunidad de colaboradores que desarrollan su actividad en los más importantes centros de estudios superiores de América Latina. Márgara Millán es la directora de la revista.
- El Seminario Permanente es un espacio de discusión e intercambio -hasta el momento, interno- en el que participan latinoamericanistas mexicanos y extranjeros. Se celebra, por lo general, una reunión cada mes lectivo que suele dedicarse, monográficamente, a un tema o país. Desde hace algún tiempo el CELA publica las intervenciones por escrito y las distribuye a un precio muy económico. En los últimos tiempos ha sido evocada la posibilidad de complementar la difusión con una publicación en audio aunque el proyecto todavía no es una realidad. 
- Desde 2006, a instancias de Lucio Oliver, viene asentándose la celebración de un coloquio internacional de primavera (celebrado, por lo general, en marzo) y otro de otoño (celebrado, por lo general, en octubre) que también promueve la cooperación y el intercambio entre investigadores latinoamericanistas de todo el Continente.

## Recursos humanos

### Plantilla actual

#### Profesores/investigadores
- José María Calderón Rodríguez
- Gloria Carrillo
- Rossana Cassigoli
- Teresita Castro
- María Elena Galeana
- Rosa María Larroa
- Damellys López Heredia
- Alfonso López Ramírez
- Pablo Maríñez
- Margarita Millán
- Lucio Oliver
- Patricia Salcido Cañedo
- Severo de Salles
- John Saxe-Fernández
- Raquel Sosa
- Adrián Sotelo
- Jorge Turner
- Francisco Villa Aguilar
- Emiliano Villaseñor

### Visitantes
- Marcos Roitman Rosenmann

### Plantilla histórica

#### Antiguos miembros
- Clodomiro Almeyda
- Sergio Bagú
- Agustín Cueva
- Ricardo Fenner
- Ruy Mauro Marini
- Rafael Menjívar
- Carlos Morales
- Eduardo Ruiz Contardo
- Mario Salazar
- Gregorio Selser
- Enrique Valencia
- René Zavaleta